# Berghausen (Recklinghausen)
 Berghausen  ist ein Stadtteil von Recklinghausen im nordrhein-westfälischen Kreis Recklinghausen. Auf einer Fläche von 1,672 km² leben knapp 400 Einwohner. Damit gehört Berghausen zu den kleinsten Stadtteilen, was Fläche und Einwohnerzahl betrifft.
Der heutige Stadtteil besteht historisch aus zwei Wohnplätzen: Berghausen unmittelbar südöstlich Hillens (an der Castroper Straße; „Gut Berghausen“ nördlich davon) sowie Röllinghausen nordöstlich davon und westlich an Suderwich anschließend, an der von Norden kreuzenden Bergstraße. Zum Stadtteil gehören jedoch auch Siedlungen südlich der Castroper Straße (L 628/889) bis zur Eisenbahntrasse auf dem Gebiet der früheren Bauerschaft Röllinghausen, nach der der sich südlich anschließende Stadtteil Röllinghausen benannt ist. Der Stadtteil Berghausen umfasst mehr oder weniger genau den bauerschaftlich gebliebenen Teil. Der Ostcharweg, der zum Wasserturm Recklinghausen auf dem Fritzberg (114 m ü. NHN) führt, ist Westgrenze des Stadtteils und war früher Westgrenze der Landgemeinde Recklinghausen.
Da der Recklinghauser Lößrücken frei von Gewässerläufen ist, liegen die alten Siedlungskerne an dessen Südrand. Am Wohnplatz Röllinghausen entspringt der Bärenbach, am Wohnplatz Röllinghausen der Quellbach. Südlich der beiden Wohnplätze und jenseits der Castroper Straße liegt das einzige Bauwerk Berghausens auf der Liste der Baudenkmäler in Recklinghausen, die Hofanlage Ortlohstraße 246.
Im Nordwesten liegt das Naturschutzgebiet Johannistal, früher der äußerste Südwesten des Loh, das auch das komplette heutige Siedlungsgebiet der Lohwegsiedlung einschloss und Berghausen, Röllinghausen, Suderwich und Essel als Allmende diente. Es erscheint als Spielerei, dass nach statistischer Gliederung der Stadt Recklinghausen unmittelbar südlich des eigentlichen Lohs, gut 500 m nordöstlich des Johannistals, nominell fünf Stadtteile aneinander grenzen: Berghausen, Suderwich, Essel, das Ostviertel und Hillen. De facto aber endet Hillen heute wie seit jeher am Ostcharweg und allenfalls die Kleingartenanlage südlich des Johannistals hat noch Bezug zu Hillen.
Der Ort – Bezirk 111 – liegt im mittleren östlichen Bereich der Stadt Recklinghausen („östlich der Mitte“), östlich der Innenstadt. Deutlich nördlich und nicht (legal) per KFZ zugänglich angeschlossen liegt der August-Schmidt-Ring (L 610) in Richtung Oer-Erkenschwick, südlich des Ortsteilrandes die A 2.

## Verkehr
Die VRR-Buslinien 201, 213, 233 und NE1 der Vestischen Straßenbahnen bedienen den Stadtteil.
| Linie | Verlauf | Takt (Mo–Fr)            |
| ----- | --- | ----------------------- |
| 201   | Recklinghausen Hbf – Quellberg – Berghausen – Suderwich – Röllinghausen – König Ludwig – Recklinghausen-Süd – Grullbad Hochstr. – RE-Süd Bf | einzelne Fahrten abends |
| 213   | Recklinghausen Hbf – Quellberg – Berghausen – Suderwich Langobardenstr. | 30 min                  |
| 233   | Recklinghausen Hbf – Hillen – Berghausen – Suderwich – Castrop-Rauxel Henrichenburg Mitte | 30 min                  |
| NE1   | Recklinghausen Hbf → Viehtor → Paulusviertel → Stuckenbusch → Hochlarmark → RE-Süd Bf → Grullbad Hochstr. → Recklinghausen-Süd → König Ludwig → Röllinghausen → Suderwich → Berghausen → Quellberg → Recklinghausen Hbf NachtExpress: In den Nächten von Freitag auf Samstag, Samstag auf Sonntag und vor Feiertagen | 60 min                  |